# Keylor Navas
Keylor Antonio Navas Gamboa (* 15. prosince 1986, San José, Kostarika, zkráceně znám jako Keylor Navas) je kostarický fotbalový brankář a reprezentant, který hraje za klub unam Pumas. Účastník Mistrovství světa 2014 v Brazílii, Mistrovství světa 2018 v Rusku a Mistrovství světa 2022 v Kataru.

## Klubová kariéra
Navas začínal v profesionálním fotbale v roce 2005 v kostarickém celku Deportivo Saprissa, s nímž posbíral několik ligových trofejí. V červenci 2010 odešel do španělského druholigového klubu Albacete Balompié, přesně 20 let poté, co jeho krajan Luis Gabelo Conejo zaujal v Balompié stejnou pozici (brankáře).
Pro sezonu 2011/12 byl zapůjčen na hostování do španělského prvoligového klubu Levante UD, kam následně po skončení ročníku přestoupil. V sezoně Primera División 2013/14 měl 16 vychytaných nul a úspěšnost zákroků 80,1 % (nejvyšší ze všech brankářů v La Lize).
V srpnu 2014 po mistrovství světa v Brazílii přestoupil za 10 milionů eur do Realu Madrid. Za Real debutoval v La lize 23. září 2014 proti Elche CF (výhra 5:1).
V létě 2015 po odchodu Ikera Casillase do FC Porto pro něj začalo turbulentní období. Real Madrid si vyhlédl v Manchesteru United Davida de Geu, přičemž opačným směrem měl zamířit právě Navas. Transfer se nakonec neuskutečnil a Keylor přiznal, že byl za to vděčný. Poté se stal brankářskou jedničkou v týmu a začal podávat výkony na vysoké úrovni, v prvních sedmi ligových zápasech inkasoval jen dva góly, dařilo se mu likvidovat i penalty.
Od roku 2019 začal působit ve francouzském celku Paris Saint-Germain, kde podepsal smlouvu do roku 2023.
Navas se stal prvním kostarickým fotbalistou v tomto klubu.
První zápas tady odchytal 14. září 2019 na domácím stadionu Parc des Princes a udržel čisté konto. Pařížané vyhráli 1:0 pozdním gólem Neymara.
Po vítězném finále Coupe de France proti Saint-Étienne (1:0) 24. července 2020 oslavil Navas svoji 20. trofej v klubové kariéře.
Ve finále Coupe de la Ligue proti Lyonu o týden později došlo na penalty, ve kterých Pařížané uspěli poměrem 6:5. Navas pomohl uspět chycením penalty Bertranda Traorého. Mužstvo tak dosáhlo na domácí quadruple (ligový titul, domácí pohár, ligový pohár, domácí superpohár) a nadále drželo naději na triumf v Lize mistrů UEFA.

## Reprezentační kariéra
Keylor Navas reprezentoval Kostariku v mládežnickém výběru U17. Zúčastnil se Mistrovství světa hráčů do 17 let 2003 ve Finsku, kde mladí Kostaričané vypadli ve čtvrtfinále s Kolumbií po porážce 0:2. V národním A-týmu Kostariky debutoval v roce 2008.
Kolumbijský trenér Kostariky Jorge Luis Pinto jej vzal na Mistrovství světa 2014 v Brazílii společně s dalšími dvěma brankáři Danielem Cambronerem a Patrickem Pembertonem. V prvním zápase Kostariky v základní skupině D nastoupil v základní sestavě a vychytal překvapivé vítězství 3:1 proti favorizované Uruguayi.
V dalších zápasech s Itálií (výhra 1:0) a Anglií (remíza 0:0) vychytal čistá konta, Kostarika se kvalifikovala se sedmi body z prvního místa do osmifinále proti Řecku. V něm Kostaričané vyhráli až v penaltovém rozstřelu poměrem 5:3 a poprvé v historii postoupili do čtvrtfinále MS. Navas chytal výtečně, měl několik klíčových zákroků a v rozstřelu vyrazil jednu penaltu. Ve čtvrtfinále s Nizozemskem (0:0, 3:4 na penalty) znova držel svůj tým proti převaze „Oranje“ a opět došlo na penaltový rozstřel. Tentokrát se mu nepodařilo chytit ani jednu ze čtyř nizozemských pokusů a Kostarika byla vyřazena. I tak dosáhla postupem do čtvrtfinále svého historického maxima.
Zachytal si na Mistrovství světa pořádané Katarem v listopadu a prosinci roku 2022. První utkání skupiny dne 23. listopadu se Španělskem skončilo debaklem 0:7. Navas byl se spoluhráči v kostarickém tisku značně kritizován. O čtyři dny později se stal naopak hrdinou, když vlastním výkonem dopomohl k výhře 1:0 nad Japonskem a Kostarika tak udržela své postupové naděje. Ve třetím skupinovém utkání s Německem 1. prosince inkasoval jako první, jeho spoluhráči však dokázali otočit výsledek na 2:1 a v jednu chvíli hájila Kostarika postup do vyřazovacích bojů společně s Japonskem a na úkor evroských mužstev. Avšak Německo nakonec třikrát Navase překonalo, vyhrálo 4:2 a společně s Kostarikou na šampionátu skončilo.

## Úspěchy

### Klubové
Real Madrid
- 1× vítěz Primera División – 2016/17
- 1× vítěz Supercopa de España – 2017
- 3× vítěz Ligy mistrů UEFA – 2015/16, 2016/17, 2017/18
- 3× vítěz Superpoháru UEFA – 2014, 2017, 2018
- 4× vítěz Mistrovství světa klubů FIFA – 2014, 2016, 2017, 2018

Paris Saint-Germain
- 1× vítěz Ligue 1 – 2019/20
- 2× vítěz Coupe de France – 2019/20, 2020/21
- 1× vítěz Coupe de la Ligue – 2019/20
- 1× vítěz Trophée des champions – 2020

### Individuální
- Nejlepší jedenáctka podle ESM – 2015/16[24]
- Tým roku Ligue 1 podle UNFP – 2020/21[25]
- Hráč měsíce Ligue 1 podle UNFP – březen 2021[26]